# Cot Blang Bungong Mirah
Cot Blang Bungong Mirah är en kulle i Indonesien.   Den ligger i provinsen Aceh, i den västra delen av landet, 1 800 km nordväst om huvudstaden Jakarta. Toppen på Cot Blang Bungong Mirah är 47 meter över havet.
Terrängen runt Cot Blang Bungong Mirah är platt åt nordost, men åt sydväst är den kuperad. Havet är nära Cot Blang Bungong Mirah åt nordost.Runt Cot Blang Bungong Mirah är det ganska glesbefolkat, med 47 invånare per kvadratkilometer. Omgivningarna runt Cot Blang Bungong Mirah är en mosaik av jordbruksmark och naturlig växtlighet.